# Swedish Open 2024 - Qualificazioni singolare maschile
Le qualificazioni del singolare maschile del Swedish Open 2024 sono state un torneo di tennis preliminare per accedere alla fase finale della manifestazione. I vincitori dell'ultimo turno sono entrati di diritto nel tabellone principale. In caso di ritiro di uno o più giocatori aventi diritto a questi sono subentrati i lucky loser, ossia i giocatori che hanno perso nell'ultimo turno ma che avevano una classifica più alta rispetto agli altri partecipanti che avevano comunque perso nel turno finale.

## Teste di serie
1. Matteo Gigante (primo turno)
2. Duje Ajduković (qualificato)
3. Román Andrés Burruchaga (primo turno)
4. Otto Virtanen (ultimo turno)

1. Andrea Pellegrino (ultimo turno, lucky loser)
2. Denis Evseev (qualificato)
3. Jaime Faria (qualificato)
4. Alejandro Moro Cañas (ultimo turno)

## Qualificati
1. Timofej Skatov
2. Duje Ajduković

1. Denis Evseev
2. Jaime Faria

### Lucky loser
1. Andrea Pellegrino

## Tabellone

### Sezione 1
|  | Primo turno | Primo turno       | Primo turno    | Primo turno | Primo turno |  |  | Ultimo turno | Ultimo turno      | Ultimo turno      | Ultimo turno | Ultimo turno |  |
|  |             |                   |                |             |             |  |  |              |                   |                   |              |              |  |
|  | 1           | Matteo Gigante    | Matteo Gigante | 1           | 0           |  |  |              |                   |                   |              |              |  |
|  |             | Timofej Skatov    | Timofej Skatov | 6           | 6           |  |  |              | Timofej Skatov    | Timofej Skatov    | 6            | 6            |  |
|  | Alt         | Martin Krumich    | 6              | 5           | 1           |  |  | 5            | Andrea Pellegrino | Andrea Pellegrino | 4            | 1            |  |
|  | 5           | Andrea Pellegrino | 4              | 7           | 6           |  |  |              |                   |                   |              |              |  |

### Sezione 2
|  | Primo turno | Primo turno               | Primo turno               | Primo turno | Primo turno |  |  | Ultimo turno | Ultimo turno         | Ultimo turno         | Ultimo turno | Ultimo turno |  |
|  |             |                           |                           |             |             |  |  |              |                      |                      |              |              |  |
|  | 2           | Duje Ajduković            | Duje Ajduković            | 6           | 6           |  |  |              |                      |                      |              |              |  |
|  |             | Dmitrij Popko             | Dmitrij Popko             | 2           | 4           |  |  | 2            | Duje Ajduković       | Duje Ajduković       | 7            | 6            |  |
|  | Alt         | Nikolás Sánchez Izquierdo | Nikolás Sánchez Izquierdo | 1           | 3           |  |  | 8            | Alejandro Moro Cañas | Alejandro Moro Cañas | 64           | 3            |  |
|  | 8           | Alejandro Moro Cañas      | Alejandro Moro Cañas      | 6           | 6           |  |  |              |                      |                      |              |              |  |

### Sezione 3
|  | Primo turno | Primo turno             | Primo turno | Primo turno | Primo turno |  |  | Ultimo turno | Ultimo turno   | Ultimo turno | Ultimo turno | Ultimo turno |  |
|  |             |                         |             |             |             |  |  |              |                |              |              |              |  |
|  | 3           | Román Andrés Burruchaga | 2           | 6           | 65          |  |  |              |                |              |              |              |  |
|  |             | Manuel Guinard          | 6           | 1           | 7           |  |  |              | Manuel Guinard | 6            | 4            | 3            |  |
|  | WC          | Ludvig Fredrik Hede     | 6           | 1           | 1           |  |  | 6            | Denis Evseev   | 4            | 6            | 6            |  |
|  | 6           | Denis Evseev            | 2           | 6           | 6           |  |  |              |                |              |              |              |  |

### Sezione 4
|  | Primo turno | Primo turno                   | Primo turno     | Primo turno | Primo turno |  |  | Ultimo turno | Ultimo turno  | Ultimo turno  | Ultimo turno | Ultimo turno |  |
|  |             |                               |                 |             |             |  |  |              |               |               |              |              |  |
|  | 4           | Otto Virtanen                 | 6               | 1           | 6           |  |  |              |               |               |              |              |  |
|  | WC          | William Rejchtman Vinciguerra | 4               | 6           | 4           |  |  | 4            | Otto Virtanen | Otto Virtanen | 1            | 4            |  |
|  | Alt         | Andrej Kuznecov               | Andrej Kuznecov | 3           | 4           |  |  | 7            | Jaime Faria   | Jaime Faria   | 6            | 6            |  |
|  | 7           | Jaime Faria                   | Jaime Faria     | 6           | 6           |  |  |              |               |               |              |              |  |